# RADIO M4!!!!
『RADIO M4!!!!』（ラジオ・エムフォー）は、2017年10月8日から配信されているラジオ番組である。
番組開始から2025年3月23日（リピート配信は同月31日まで）までは超!A&G+にて配信されたが、超!A&G+のサービス終了に伴い、2025年4月以降は別の形で配信される予定。

## 概要
男性声優4人が深夜に他愛もない話をしたり、興味を持った事には後先考えずに全力で挑んでいこうという、トークあり、チャレンジありの男子会系バラエティ番組。

### 配信時間
超!A&G+
毎週月曜 1:00 - 1:30（日曜深夜）（2017年10月9日 - 2023年10月1日）
隔週月曜 1:00 - 1:30（日曜深夜）（2023年10月9日 - 2025年3月23日）※本配信翌週はリピート配信
ニコニコチャンネル
毎週→隔週 木曜日 更新（1週間 → 2週間限定公開）

## パーソナリティ
- 濱野大輝
- 天﨑滉平
- 永塚拓馬
- 市川太一

## コーナー
レギュラーコーナーの他、『M4!!!!コーナー会議』でランダムに決定されたミニコーナーが配信される。
M4!!!!ゲーム
古今東西ゲームによく似たM4!!!!ゲームをやるコーナー。敗者は戒めのために箱から台詞を引いて読まされる事となる。

### 旧コーナー
M4!!!!に打ち明けてみな
「これって私だけしかやってない事かも?」という事をM4!!!!に打ち明けるコーナー。
M4!!!!徹底討論
M4!!!!が2対2か3対1に意見が分かれるテーマで徹底的に討論するコーナー。
M4!!!!コーナー会議
2つのボックスから紙をそれぞれ引いて新コーナーを作るコーナー。1つのボックスにはM4!!!!4人のそれぞれの名前が書かれた紙が、もう1つのボックスにはコーナータイトルが書かれた紙が入っており、それを組み合わせたものを試験的に行う。
〇〇選手権
M4!!!!ダービー
僕らのトリセツ（ニコニコチャンネル会員限定コーナー）
M4!!!!それぞれの取扱説明書があったら絶対書いてあるであろう項目を発表し、リスナーに知ってもらうと同時にM4!!!!もお互いの理解を深めていくコーナー。
M4!!!!雑談部屋（ニコニコチャンネル会員限定コーナー）
毎週1人が持ち寄ったテーマに沿ったトークを行うコーナー。

## ゲスト
- 2018年5月7日 - 八代拓

## 公開録音・イベント等
- 2018年4月1日（日） animate冬のオーディオ・ビジュアル祭り2018 presents 「RADIO M4!!!!」イベント
- 2018年11月18日（日）RADIO M4!!!! ファンミーティング2018 えむよん!!!![3]
- 2019年1月20日（日）M4!!!! 1st Single 発売記念イベント
- 2019年7月14日（日）M4!!!! 1st Mini Album Gravity 発売記念名刺お渡し会
- 2019年9月29日（日）RADIO M4!!!! ファンミーティング2019 えむよん!!!! ～∞4～[4]
- 2019年11月10日（日）AGF2019 Next Generation Festival 2019 「M4!!!!」ハイタッチ会[5]
- 2020年4月4日（土）M4!!!! 2nd Single 「Dear my friend／My Sweet Shine」発売記念イベント（中止[6]）
- 2020年6月21日（日）M4!!!! 2nd Mini Album 発売記念イベント（中止[7]）
- 2021年5月2日（日）RADIO M4!!!! ファンミーティング 2021～ えむよん!!!!エンドレスフォー（無観客開催）
- 2022年6月5日（日）RADIO M4!!!! FAN MEETING 2022「ONE AND ONLY」[8]
- 2023年3月19日（日）M4!!!! 3rd Mini Album発売記念イベント
- 2023年4月23日（日）RADIO M4!!!! FAN MEETING 2023[9]

### ライブ活動
| 開催日         | イベント名                         | 出演                                                                           | 会場                 |
| -------------- | ---------------------------------- | ------------------------------------------------------------------------------ | -------------------- |
| 2019年4月7日   | MARINE SUPERNOVA LIVE 2019         | M4!、Kashicomi、&6allein                                                       | 柏市民文化会館       |
| 2019年11月10日 | Next Generation Festival 2019      | M4!、Kashicomi、ギター声優、SHALL WE BLACK OUT?                                | harevutai            |
| 2020年5月3日   | MARINE SUPERNOVA LIVE 2020（中止） | M4!、Kashicomi、ギター声優、SHALL WE BLACK OUT?、真夜中エンカウント、PlayStyle | 舞浜アンフィシアター |

## 派生企画
- フットサル声優
- ギター声優
- DIY企画 M's GARAGE

## ディスコグラフィ
シングル
| 発売日         | タイトル                      | 規格品番  | 楽曲                                           |
| -------------- | ----------------------------- | --------- | ---------------------------------------------- |
| 2018年12月26日 | ONLY LOVE/4 Me!!!!            | MESC-0246 | 「ONLY LOVE〜君がくれた愛し方〜」 「4 Me!!!!」 |
| 2020年1月22日  | Dear my friend/My Sweet Shine | MESC-0276 | 「Dear my friend」 「My Sweet Shine」          |
| 2021年2月3日   | ダイヤモンドダスト            |           | 「ダイヤモンドダスト」                         |

アルバム
| 発売日         | タイトル     | 規格品番  | 規格品番         | 楽曲                                                                                     |
| 発売日         | タイトル     | 通常版    | アニメイト限定版 | 楽曲                                                                                     |
| -------------- | ------------ | --------- | ---------------- | ---------------------------------------------------------------------------------------- |
| 2019年2月13日  | Gravity      | MESC-0252 | ANI-1510         | 「ONLY LOVE〜君がくれた愛し方〜」 「4 Me!!!!」 「COUNTDOWN」 「Missing」 「Ray light」   |
| 2020年4月22日  | Advance      | MESC-0287 | ANI-1549         | 「Dear my friend」 「My Sweet Shine」 「Mirror World」 「4×U」 「YOUR HERO」             |
| 2022年12月28日 | ONE AND ONLY | MESC-337  | ANI-1590         | 「Never say never」 「You Spark」 「Unfreezed」 「Starring Star」 「ダイヤモンドダスト」 |

### ユニットメンバー
1. 1 2 3  濱野大輝、天﨑滉平、永塚拓馬、市川太一
2. 1 2 3  千葉翔也、野上翔
3. ↑  山谷祥生、土岐隼一、宮本悠丞、徳武竜也、菊池勇成、石井孝英
4. 1 2  深町寿成、永塚拓馬、市川太一
5. 1 2  堀之内仁、浦和希、古田一紀、荒井亮裕
6. ↑  深町寿成、高塚智人、酒井広大、狩野翔
7. ↑  石井孝英、大塚剛央、菊池勇成、住谷哲栄